# 京秦高速公路
39°59′24″N 116°54′41″E / 39.9899498°N 116.9113537°E
北京－秦皇岛高速公路，简称京秦高速，中国国家高速公路网编号为G0121，是 京哈高速的一条并行线，是自北京市至河北省秦皇岛市的一条高速公路。线路基本在京哈高速公路北侧平行延伸，西起北京六环路小庞各庄桥，东至秦皇岛，经三河、蓟州、遵化、秦皇岛等地。目前北京市区及秦皇岛市区部分免费路段仍在规划或建设，收费路段已基本开通。

## 分省介绍

### 北京段
北京段原省级编号S36。
- 东五环-首都机场第二高速段

西起东五环（七棵树桥以北1.2公里处），东至首都机场第二高速，等级为城市快速路，双向六车道，并设置辅路，全长约5.68公里。该段作为亮马河北路工程的一部分，于2024年开工建设。
- 首都机场第二高速-东六环段

主路西起首都机场第二高速，东至六环路，等级为高速公路，双向六车道，全长约10.8公里。该段将新建互通式立交4座（2处枢纽互通立交，2处一般互通立交），主线收费站1处，匝道收费站2处，管理区及养护工区1处（同址共建）。辅路西起首都机场第二高速，东至徐尹路，等级为城市主干路，双向四车道，全长约4.95公里。该段计划2025年9月开工建设，2028年底建成通车。
- 东六环-潮白河大桥（京冀界）段

西起六环路小庞各庄桥，东至潮白河大桥（京冀界），全长6.3公里，双向六车道，不设主线收费站，2018年8月20日通车。

### 河北西段
- 京冀连接线

起点位于京冀交界潮白河中心，终点为京秦高速公路三河段一期工程起点，全长1.2公里。2018年8月20日开通。
- 密涿支线（三河段一期）

京秦高速三河段一期最初称密涿支线高速，长32公里，于2012年通车。
- 冀津连接线

起点位于京秦高速公路三河段一期工程终点，终点位于冀津交界处，全长3.8公里，采用双向六车道标准建设，设计时速120公里。2018年9月30日通车。

### 天津段
于2016年9月18日市内段开通，2017年两头津冀界过境段开通，从而全线开通。

### 河北东段
- 京秦二期（大安镇津冀界-平安城）

起点位于唐山市玉田县大安镇石河村西（津冀界），终点为遵化市平安城东，东接已建成的京秦高速公路平安城至遵化段和清东陵高速公路。路线全长38.4公里，双向六车道，路基宽度34.5米，设计时速120公里。2018年12月16日通车。
- 清东陵高速（平安城-遵化）

京秦高速平安城至遵化段原为清东陵高速的一部分，起点位于遵化市下院寺村东南与长深高速公路交叉的枢纽互通，至遵化市平安城东，长14.261公里。2013年12月16日通车。
- 京秦三期（遵化-秦皇岛）

简称遵秦高速，全长165.159公里，总投资约314亿元人民币，起点顺接京秦高速平安城至遵化段终点下院寺枢纽互通，途经唐山市遵化、迁西、迁安和秦皇岛市卢龙、抚宁、海港、山海关共七个县（市、区），终于秦皇岛山海关区，与龙海大道相接。设有桥梁47座，隧道13座，采用双向六车道高速公路标准建设，设计时速100公里。于2023年2月4日建成通车。
秦皇岛剩余段（山海关收费站-飞机场路互通段）需跨越京哈铁路龙家营线路所，截止2025年依然处在施工状态，2025年5月23日完成首段钢箱梁吊装作业。

## 互通枢纽及服务设施列表
| 地区                                                                                         | 里程    | 类型                                       | 名称                   | 连接                 | 说明                                  |
| -------------------------------------------------------------------------------------------- | ------- | ------------------------------------------ | ---------------------- | -------------------- | ------------------------------------- |
| 北京市 朝阳区                                                                                | 0       | 枢纽 · 主线出入口                          |                        | 五环路               |                                       |
| 北京市 朝阳区                                                                                | 3       | 出入口                                     | 东坝                   | 兴坝路（驹子房路）   |                                       |
| 北京市 朝阳区                                                                                | 5       | 枢纽                                       | 金盏南桥               | 机场第二高速         | 金盏南桥以西段建设中                  |
| 北京市 朝阳区                                                                                | 7       | 主线收费站                                 | 主线收费站             | 主线收费站           |                                       |
| 北京市 朝阳区                                                                                | 8       | 出入口                                     | 金盏                   | 金榆路（温榆河大道） | 北京城区方向不收费                    |
| 北京市 通州区                                                                                | 12      | 出入口                                     | 尹各庄                 | 壁富路               |                                       |
| 北京市 通州区                                                                                | 16/30   | 枢纽                                       | 小庞各庄桥互通         | 东六环路             | 小庞各庄桥以西段规划中                |
| 北京市 通州区                                                                                | 19      | 出入口                                     | 平家疃                 | 通怀路               |                                       |
| 北京市 通州区                                                                                | 21      | 公安檢查站                                 | 港北检查站             | 港北检查站           | 仅北京方向进京检查站                  |
| 省界                                                                                         | 23      | 河流                                       | 潮白河特大桥           | 潮白河特大桥         | 京冀界                                |
| 河北省 廊坊市 三河市                                                                         | 24      | 出入口                                     | 燕郊西                 | 燕顺路               |                                       |
| 河北省 廊坊市 三河市                                                                         | 25      | 出入口                                     | 燕郊                   | 迎宾路               |                                       |
| 河北省 廊坊市 三河市                                                                         | 30      | 出入口                                     |                        | 福成路               | 建设中                                |
| 河北省 廊坊市 三河市                                                                         | 37      | 出入口                                     | 齐心庄                 | 齐心路               | 下跨在建平谷线齐心庄站                |
| 河北省 廊坊市 三河市                                                                         | 45      | 出入口                                     | 三河西                 | 北环路               |                                       |
| 河北省 廊坊市 三河市                                                                         | 48      | 停车场 · 加油设施 · 修车站 · 餐厅          | 三河服务区             | 三河服务区           |                                       |
| 河北省 廊坊市 三河市                                                                         | 52/150  | 枢纽                                       | 白庄子                 | 首都环线高速         |                                       |
| 河北省 廊坊市 三河市                                                                         | 54      | 停车场 · 飲料小吃                          |                        |                      | 建设中                                |
| 河北省 廊坊市 三河市                                                                         | 55      | 停车场 · 飲料小吃                          | 京秦检查站             | 京秦检查站           | 秦皇岛方向                            |
| 河北省 廊坊市 三河市                                                                         | 57      | 出入口                                     | 蒋福山                 | 102国道（间接连接）  |                                       |
| 省界                                                                                         |         | 地界                                       |                        |                      | 冀津界                                |
| 天津市 蓟州区                                                                                | 63      | 停车场 · 加油设施 · 修车站 · 餐厅          | 白涧服务区             | 白涧服务区           |                                       |
| 天津市 蓟州区                                                                                | 65      | 出入口                                     | 许家台                 | 宝平公路             |                                       |
| 天津市 蓟州区                                                                                | 71      | 出入口                                     | 邦均                   | 102国道              |                                       |
| 天津市 蓟州区                                                                                | 77/93   | 枢纽                                       | 津蓟互通立交（蓟州南） | 津蓟高速             |                                       |
| 天津市 蓟州区                                                                                | 83      | 出入口                                     | 孟家楼                 | 233国道              |                                       |
| 天津市 蓟州区                                                                                | 89      | 枢纽                                       | 京秦互通立交（礼明庄） | 塘承高速 102国道     |                                       |
| 省界                                                                                         |         | 地界                                       |                        |                      | 津冀界                                |
| 河北省 唐山市 玉田县                                                                         | 104     | 停车场 · 加油设施 · 修车站 · 餐厅          | 大安服务区             | 大安服务区           |                                       |
| 河北省 唐山市 玉田县                                                                         | 111     | 出入口                                     | 玉田城西               | 102国道              |                                       |
| 河北省 唐山市 玉田县                                                                         | 121     | 出入口                                     | 玉田城北               | 玉滨公路（间接连接） |                                       |
| 河北省 唐山市 玉田县                                                                         | 123     | 停车场 · 飲料小吃                          | 郭家屯停车区           | 郭家屯停车区         |                                       |
| 河北省 唐山市 遵化市                                                                         | 138     | 枢纽                                       | 平安城枢纽             | 清东陵支线           |                                       |
| 河北省 唐山市 遵化市                                                                         | 141     | 出入口                                     | 东新庄                 | 264省道              |                                       |
| 河北省 唐山市 遵化市                                                                         | 151/913 | 枢纽                                       | 下院寺枢纽             | 长深高速             |                                       |
| 河北省 唐山市 遵化市                                                                         | 163     | 停车场 · 加油设施 · 修车站 · 餐厅          | 遵化沙石峪服务区       | 遵化沙石峪服务区     | 建设中                                |
| 河北省 唐山市 遵化市                                                                         | 166     | 出入口                                     | 遵化东旧寨             | 洪火线               |                                       |
| 河北省 唐山市 迁西县                                                                         | 179     | 枢纽                                       | 台头枢纽               | 迁西支线             |                                       |
| 河北省 唐山市 迁西县                                                                         | 187     | 停车场 · 加油设施 · 修车站 · 餐厅          | 迁西凤凰山服务区       | 迁西凤凰山服务区     |                                       |
| 河北省 唐山市 迁西县                                                                         | 189     | 出入口                                     | 迁西东                 | 迁唐线 还乡路        |                                       |
| 河北省 唐山市 迁安市                                                                         | 203     | 出入口                                     | 迁安大五里             | 祺光路               |                                       |
| 河北省 唐山市 迁安市                                                                         | 208     | 停车场 · 加油设施 · 修车站 · 餐厅          | 迁安山叶口服务区       | 迁安山叶口服务区     |                                       |
| 河北省 唐山市 迁安市                                                                         | 211     | 枢纽                                       | 大玄庄枢纽             | 迁曹高速             |                                       |
| 河北省 唐山市 迁安市                                                                         | 219     | 出入口                                     | 迁安城区               | 燕山北路             | 建设中                                |
| 河北省 唐山市 迁安市                                                                         | 224     | 出入口                                     | 迁安高新区             | 508国道              | 建设中                                |
| 河北省 秦皇岛市 卢龙县                                                                       | 237     | 停车场 · 加油设施 · 修车站 · 餐厅          | 卢龙北服务区           | 卢龙北服务区         |                                       |
| 河北省 秦皇岛市 卢龙县                                                                       | 240     | 出入口                                     | 潘庄                   | 363省道              |                                       |
| 河北省 秦皇岛市 卢龙县                                                                       | 252     | 出入口                                     | 燕河营                 | 363省道              |                                       |
| 河北省 秦皇岛市 抚宁区                                                                       | 265     | 停车场 · 加油设施 · 修车站 · 餐厅          | 抚宁西服务区           | 抚宁西服务区         |                                       |
| 河北省 秦皇岛市 抚宁区                                                                       | 267     | 出入口                                     | 抚宁西                 | 抚宁西               |                                       |
| 河北省 秦皇岛市 抚宁区                                                                       | 271     | 枢纽                                       | 大新寨枢纽             | 承秦高速             |                                       |
| 河北省 秦皇岛市 海港区                                                                       | 294     | 出入口 · 停车场 · 加油设施 · 修车站 · 餐厅 | 石门寨 秦皇岛服务区    | 祖山线               |                                       |
| 河北省 秦皇岛市 海港区                                                                       | 298     | 枢纽                                       | 石门寨枢纽             | 京哈高速九门口复线   | 互通立交建设中                        |
| 河北省 秦皇岛市 海港区                                                                       | 300     | 出入口                                     | 李新庄                 | 承秦出海路           | 建设中                                |
| 河北省 秦皇岛市 山海关区                                                                     | 305     | 出入口                                     | 山海关石河             | 102国道              |                                       |
| 河北省 秦皇岛市 山海关区                                                                     | 307/288 | 枢纽                                       | 山海关石河枢纽         | 京哈高速             | G0121双向→G1北京方向共2条匝道尚未开通 |
| 河北省 秦皇岛市 山海关区                                                                     | 308     | 出入口 · 主线收费站                        | 山海关                 | 燕塞大道（G102旧线） | 北京方向入，山海关方向出              |
| 河北省 秦皇岛市 山海关区                                                                     | 311     | 出入口                                     |                        | 秦山路               | 北京方向入，山海关方向出              |
| 河北省 秦皇岛市 山海关区                                                                     | 315     | 主线出入口                                 |                        | 飞机场路             |                                       |
| 1.000 英里 = 1.609 千米；1.000 千米 = 0.621 英里 并行路段 • 已关闭／取消 • 限制进入 • 未开放 |         |                                            |                        |                      |                                       |